# 新しい島
新しい島（あたらしいしま）では、火山噴火、浸食、氷河融解など自然現象によって、20世紀以降に新しく形成された島について記述する。
埋め立てなどにより人工的に形成された島については人工島を参照。

## 主な新しい島

### スルツェイ島

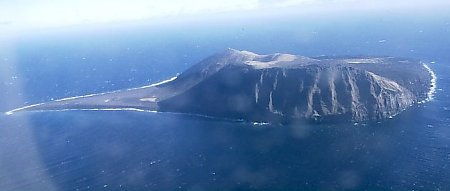
スルツェイ島（1999年）

アイスランドの南の大西洋上に位置する小島、スルツェイ島は有名な火山島の一つである。この島は、1963年に初めて海面から姿を現し、1965年には生物学における遷移の研究のため、自然保護区に指定された。植物、昆虫、鳥類、アザラシなどが、このとき以降に生息するようになっている。

### アナク・クラカタウ島

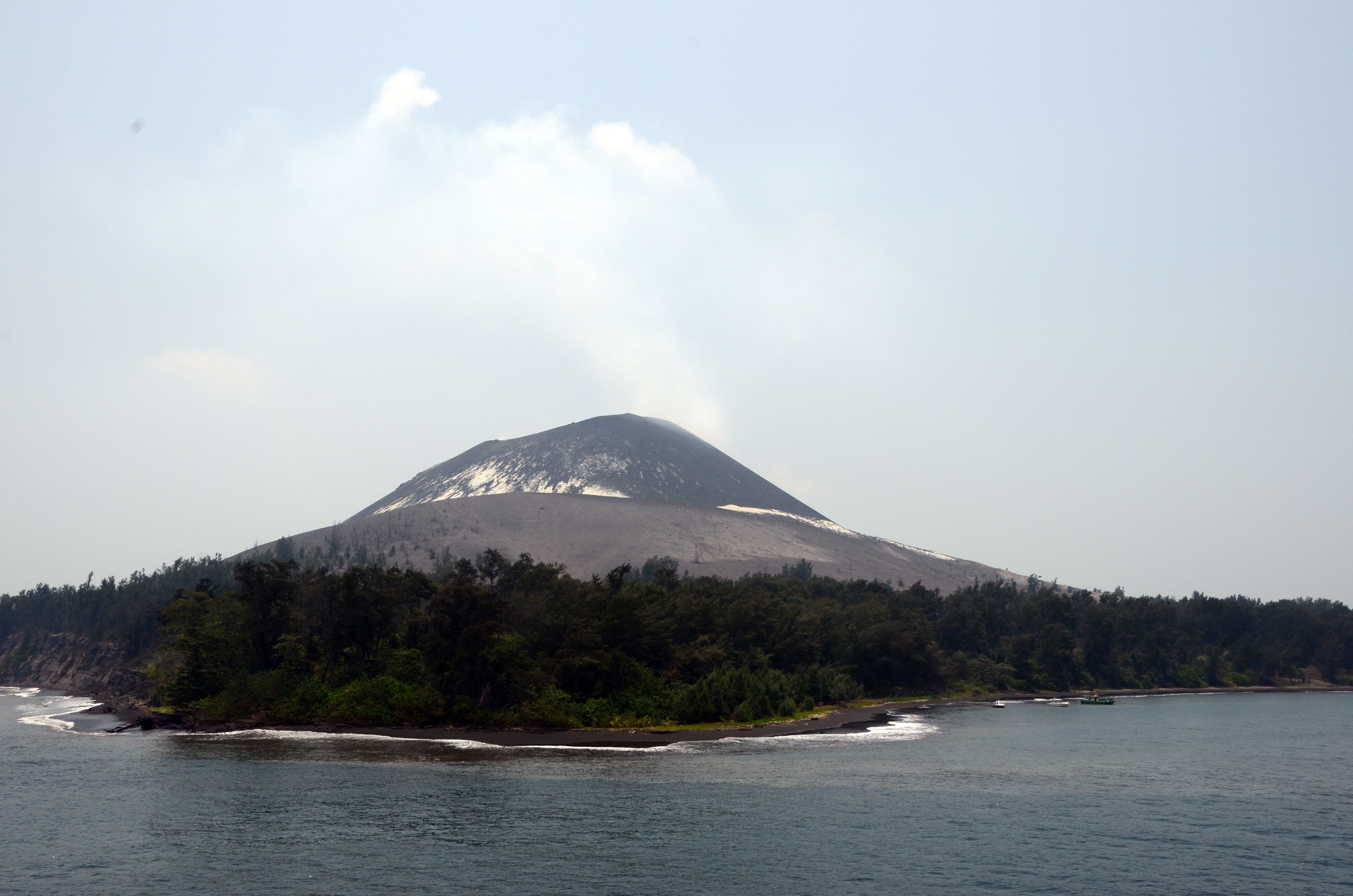
アナク・クラカタウ島

インドネシアのクラカタウ火山のカルデラで形成されたアナク・クラカタウ島（「クラカタウの息子」の意）は、1930年に出現した。島はしばしば噴火が発生するが、広い熱帯雨林が形成されている。また、昆虫、鳥類、ネズミ、オオトカゲなど、多種多様な野生動物が生息している。

### ウゥナトーク・カケルトーク

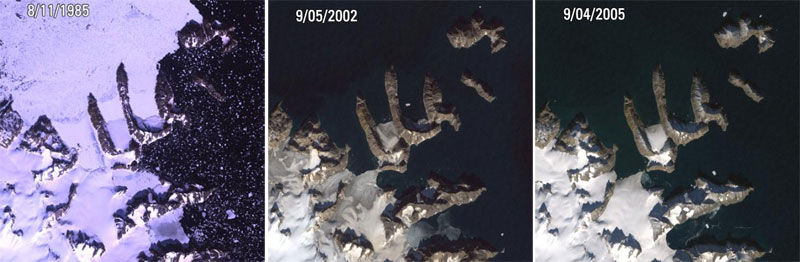
ウゥナトーク・カケルトーク

ウゥナトーク・カケルトークは、グリーンランドの東海岸沖にある島で、2002年から2005年の間に、地球温暖化による氷河後退により本土から分離して姿を表した。

### フンガ・トンガ＝フンガ・ハアパイ
2009年2月から3月にかけ、南西太平洋にあるトンガの島、フンガ・ハアパイ島沖で、活発な火山活動により新しい島が形成された。火山活動が終了するまでに、この新しい陸地はフンガ・ハアパイ島とつながった。2009年当時の島の大きさは幅1km、長さ2km程度であったが、2017年には浸食の進行が確認されており、近い将来には消滅するものとみられている。2022年1月に大規模噴火を起こし、太平洋沿岸に津波をもたらした。この噴火で島の大部分は海中に没した。

### 地震島

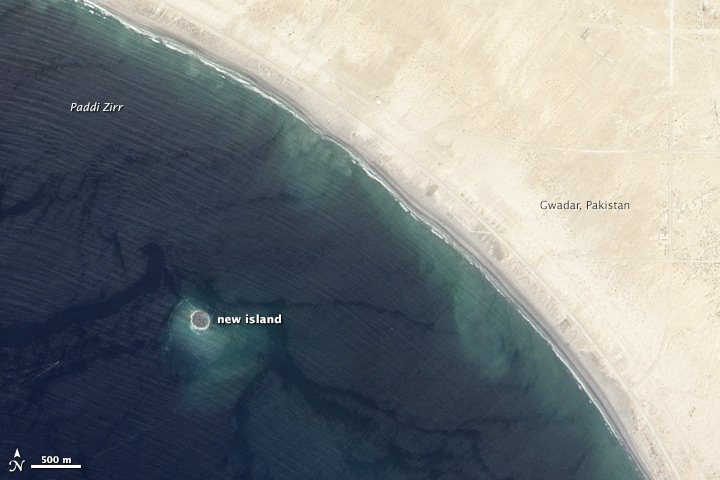
地震島

2013年9月24日にパキスタン南西部を襲ったマグニチュード7.7の地震により、地震島がグワーダルの海岸沖に出現した。なお、2016年末には波食により水没している。

### 西之島

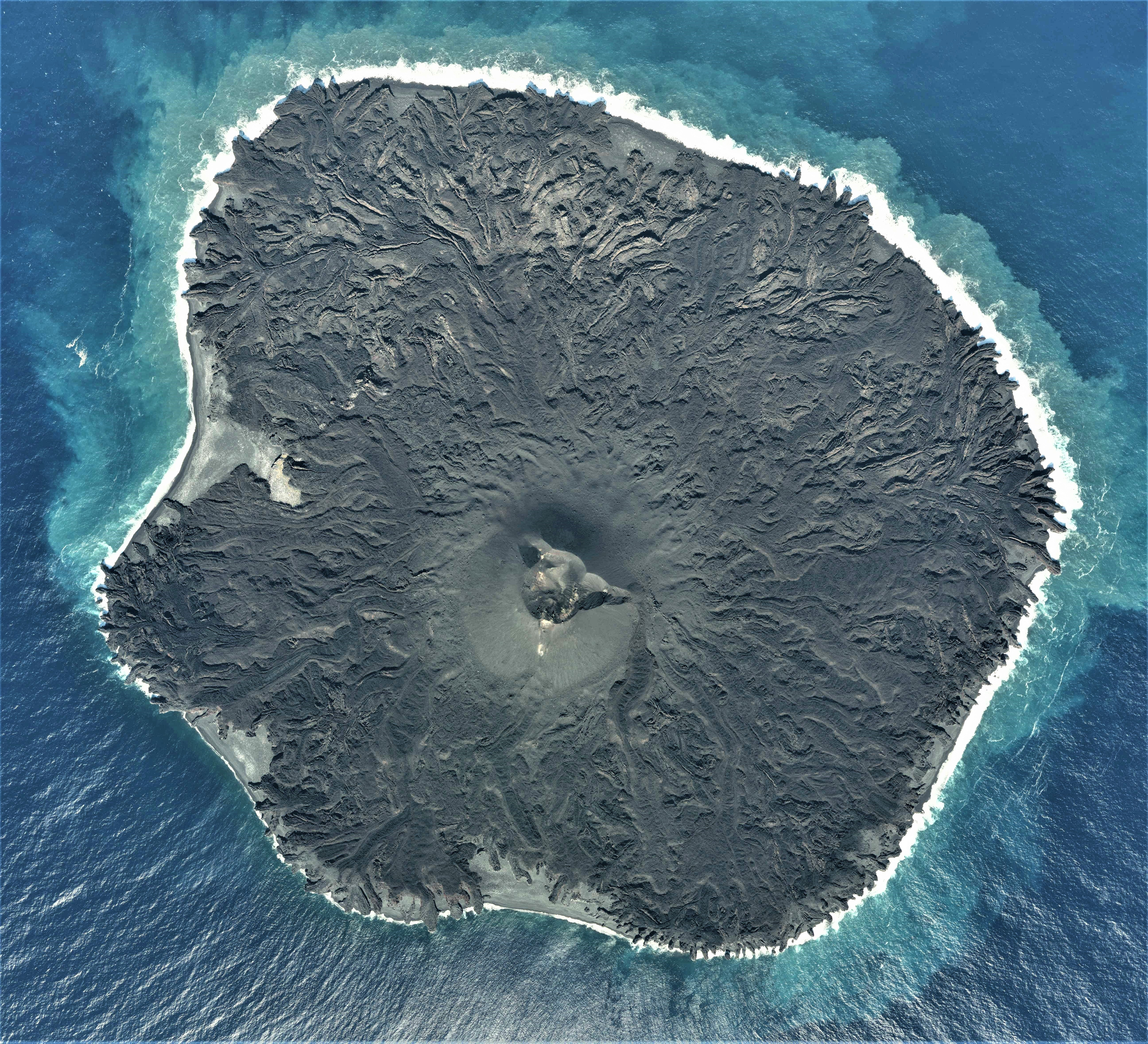
西之島

日本の小笠原諸島にある西之島では、1973年5月から翌1974年5月にかけての噴火と、2013年11月以降の噴火において、噴出物が堆積して新たな陸地が生じるほどの激しい活動となり、新しい陸地は従来の西之島と一体となって面積が拡大した。

## 20世紀以降に形成された島の一覧
下記は20世紀以降に新しく島が形成された、あるいは既存の島の周辺に新しく陸地が形成され顕著に面積が拡大した事例の一覧である。太字は2024年現在、島として残っているもの。
多くは海底火山の噴火によるものであるが、そのほとんどは波浪による浸食を受け短期間で海没している。海底火山の噴火によるもので島として残っているのは、アナク・クラカタウ島、昭和硫黄島、スルツェイ島、フンガ・トンガ＝フンガ・ハアパイ、ホーム・リーフである。カペリニョス火山（ノヴァ島）はファイアル島、西之島新島は西之島と一体化して陸地を拡大させた。
ティグレス島は浸食により半島が島になったもの、ヤヤ島、ブロムストランド島、ウゥナトーク・カケルトーク、シフ島は氷河等の融解により島になったもの、ノルダーオーグザント、バサンチャール島は堆積により島が形成されたものである。
| 島名                             | 国・地域       | 陸地を形成した年                                                                                                   |
| -------------------------------- | -------------- | --- |
| 硫黄島沖の新島                   | 日本           | 2023年 |
| ホーム・リーフ                   | トンガ         | 2022年、2006年、1984年                                                                                             |
| フンガ・トンガ＝フンガ・ハアパイ | トンガ         | 2022年、2014年-2015年、2009年                                                                                      |
| 福徳岡ノ場                       | 日本           | 2021年-2022年、1986年、1974年-1975年、1914年、1904年-1905年                                                        |
| メティス礁（ラテイキ島）         | トンガ         | 2019年、1995年-2019年、1979年、1967年-1968年                                                                       |
| シェリー島                       | アメリカ合衆国 | 2017年-2018年 |
| ボゴスロフ島                     | アメリカ合衆国 | 2016年-2017年 |
| 西之島新島（西之島）             | 日本           | 2013年-2015年、1973年-1974年                                                                                       |
| ジャディド島                     | イエメン       | 2013年 |
| 地震島                           | パキスタン     | 2013年 |
| ショラン島                       | イエメン       | 2011年 |
| シフ島                           | 南極           | 2010年代初頭 |
| マラン島                         | パキスタン     | 2010年、2004年、1999年                                                                                             |
| バサンチャール島                 | バングラデシュ | 2006年 |
| ウゥナトーク・カケルトーク       | グリーンランド | 2005年 |
| ノルダーオーグザント             | ドイツ         | 1999年 |
| カバチ                           | ソロモン諸島   | 1999年-2003年、1991年、1986年、1978年、1976年、1969年-1970年、1965年、1963年-1964年、1961年、1958年、1952年-1953年 |
| ブロムストランド島               | ノルウェー     | 1991年 |
| クワエ                           | バヌアツ       | 1974年、1971年、1959年、1949年、1948年、1923年-1925年                                                              |
| ヨゥルニル                       | アイスランド   | 1965年-1966年 |
| スルツェイ島                     | アイスランド   | 1963年-1967年 |
| ティグレス島                     | アンゴラ       | 1962年 |
| サンディ・ポイント（フラット島） | カナダ         | 1960年代 |
| ヤヤ島                           | ロシア         | 20世紀半ば |
| カペリニョス火山（ノヴァ島）     | ポルトガル     | 1957年-1958年 |
| 明神礁                           | 日本           | 1952年-1953年、1946年                                                                                              |
| ディディカス火山                 | フィリピン     | 1952年、1900年 |
| 昭和硫黄島                       | 日本           | 1934年 |
| アナク・クラカタウ島             | インドネシア   | 1927年-1930年 |
| フォヌアフォオウ（ファルコン島） | トンガ         | 1927年-1928年 |
| バヌア・ウウー                   | インドネシア   | 1918年-1919年、1904年                                                                                              |